# Ernest Lluch
Ernest Lluch i Martín (Vilassar de Mar, 21 gennaio 1937 – Barcellona, 21 novembre 2000) è stato un economista e politico spagnolo, fratello del geografo Enric Lluch.
Laureato in scienze economiche all'Università di Barcellona con la tesi El Pensamiento económico en Cataluña entre el Renacimiento económico y la Revolución industrial: la irrupción de la escuela clásica y la respuesta proteccionista", fu anche allievo della Sorbona di Parigi. Militante del PSC e fondatore del Partit Socialista del País Valencià, tra il 1982 e il 1986 fu ministro della sanità e del consumo nel governo di Felipe González. Morì assassinato dall'ETA il 21 novembre 2000.

## Biografia
Mentre era professore aggiunto all'Università di Barcellona, fu indagato e arrestato in diverse occasioni e infine espulso dall'università per le sue attività anti-franchiste. Per alcuni anni insegnò presso l'Università di Valencia e fu tra i relatori del primo Congresso di storia del Paese Valenciano.
Faceva parte dei cosiddetti "10 di Alaquàs", un gruppo di lavoro incaricato di redigere uno statuto di autonomia e autogoverno regionale, nell'ambito del movimento di opposizione antifranchista "Tavolo democratico del Paese Valenciano" e per questo nel giugno del 1975 fu arrestato dalla Brigada Político-Social, la polizia politica del regime incaricata di reprimere ogni forma di opposizione politica. Fu condannato a tre anni di carcere che non scontò grazie all'indulto proclamato il successivo 25 novembre 1975 dopo la morte di Franco.
Il 15 giugno 1977 fu eletto deputato nella legislazione costituente come capolista per Girona di "Socialistes de Catalunya", coalizione elettorale tra il PSC-Congrés e la Federazione catalana del PSOE. Nel 1979 fu nuovamente eletto come deputato nell'appena costituito Partito dei Socialisti di Catalogna (PSC), di cui nel 1980 divenne portavoce nel Congresso dei Deputati. Nelle successive elezioni del 1982 fu nuovamente eletto per la circoscrizione di Barcellona e ricevette da Felipe González l'incarico di ministro della sanità e del consumo che ricorri per tutta la legislatura fino al 1986. Come dato saliente del suo mandato, viene considerato il padre intellettuale della Ley General de Sanidad del 1984, che pose le basi legislative per il servizio sanitario universale.
Conclusa la legislatura, nel maggio 1986 lasciò la carriera politica per dedicarsi nuovamente all'insegnamento, con la cattedra di storia delle dottrine economiche presso l'Università di Barcellona. Il 2 gennaio 1989 venne nominato rettore dell'Universidad Internacional Menéndez Pelayo di Santander, dove rese operativo il decentramento dei corsi estivi.

## L'assassinio
Lluch era legato a San Sebastián e faceva parte dell'associazione pacifista basca Elkarri. Fu sempre sostenitore del dialogo come metodo per ottenere il rispetto dei diritti umani e ristabilire la pace nei Paesi Baschi e secondo la procura generale questo aspetto fu determinante nella scelta della sua persona come bersaglio. Qualche mese prima della sua morte, pubblicò un articolo sul quotidiano El Correo in cui sosteneva che la prima vittima dell'ETA non fu né l'agente della Guardia Civil José Pardines (ucciso nel giugno 1968 mentre dirigeva il traffico) né il poliziotto franchista ed ex collaboratore della Gestapo Melitón Manzanas (ucciso in un attentato nell'agosto 1968) ma la piccola Begoña Urroz Ibarrola, morta a 22 mesi nel 1960 per le ustioni conseguenti allo scoppio di una bomba presso la stazione di Amara (in provincia di Gipuzkoa) che si scoprì in seguito essere stata collocata dall'ETA.
Il 21 novembre 2000 a Enrich Lluch vennero sparati due colpi alla testa nel garage della sua casa in Avinguda de Chile a Barcellona; il corpo venne scoperto da un vicino solo un'ora e mezzo dopo l'attentato. L'uccisione fu rivendicata dal "Comando Barcelona" dell'ETA, composto da Fernando García Jodrà noto anche come Txomin, Liarni Artmendaritz e José Antonio Krutxaga.
I tre componenti del Comando Barcelona vennero in seguito catturati. Dopo il suo arresto, il capo del Comando Barcelona Txomin dichiarò che l'esecutore materiale dell'omicidio fu José Antonio Krutxaga. I tre componenti del Comando Barcelona furono processati e condannati a 33 anni di carcere per omicidio.
Ernest Lluch è sepolto nel cimitero di Maià de Montcal, paese dove possedeva una casa di vacanza.

## Riconoscimenti
A Ernest Lluch furono assegnati postumi il premio di Catalano dell'anno del 2000 e la Medaglia d'Onore del Parlamento della Catalogna nel 2001.
Sempre nel 2000 fu nominato membro emerito del Col·legi d'Economistes de Catalunya. 
Nel 2009 nel Palau Robert di Barcellona si tenne la mostra Ernest Lluch, l'esforç per construir un país, organizzata dalla Generalitat de Catalunya e dalla Fondazione Ernest Lluch.
A Ernest Lluch sono stati intitolati inoltre diversi luoghi pubblici ed enti culturali tra i quali:
- la Biblioteca Municipale Ernest Lluch i Martín di Villassar de Mar[18]
- la Biblioteca Municipale Ernest Lluch[19] a Gerona
- i  Giardini Ernest Lluch nel distretto di Les Corts a Barcellona[20]
- l'Institut Ernest Lluch nel distretto dell'Eixample a Barcellona[21]
- l'Institut Ernest Lluch nel comune di Cunit (Baix Penedès)[22]
- la scuola primaria pubblica "CEIP Ernest Lluch" nel comune barcellonese di Abrera[23]
- la stazione delle linee T1, T2 e T3 del Trambaix e della linea L5 della metropolitana di Barcellona
- i Giardini Ernest Lluch a Lleida.

## Opere
- El pensament econòmic a Catalunya (1760-1849). Edicions 62, 1973
- La via valenciana. Editorial Tres i Quatre, 1976
- La Catalunya vençuda del segle XVIII. Foscors i clarors de la Il·lustració. Edicions 62, 1996
- Las Españas vencidas del siglo XVIII. Editorial Crítica, 1999
- L'alternativa catalana (1700-1714-1740). Ramon de Vilana i Perlas i Juan Amor de Soria: teoria i acció austriacistes. Eumo Editorial, 2000